# Anthony Muñoz
Michael Anthony Muñoz (Ontario, Califórnia, 19 de agosto de 1958) é um ex-jogador de futebol americano que atuava como offensive tackle pelo Cincinnati Bengals na National Football League. Muñoz é considerado o maior jogador de linha ofensiva da história do futebol americano, ficando na 12º posição na lista dos 100 maiores jogadores da história da NFL em 2010. Muñoz jogou toda sua carreira em Cincinnati, ajudando sua equipe a chegar em dois Super Bowls (XVI e XXIII). Em 1998, no seu primeiro ano de elegibilidade, Muñoz foi introduzido no Pro Football Hall of Fame.